# Lie in Ruins
Lie in Ruins (englisch) ist eine finnische Death-Metal-Band aus Espoo, die im Jahr 1993 unter dem Namen Dissected gegründet wurde.

## Geschichte
Die Band wurde 1993 unter dem Namen Dissected (englisch) gegründet. Nachdem die Band einige Demos veröffentlicht hatte, pausierte sie einige Jahre, bis sie schließlich wieder im Jahr 2002 zusammenfand. Sie entwickelten neue Lieder und veröffentlichten das Demo ...Monuments im Jahr 2005. Danach kam ein neuer Gitarrist zur Band. Die Band arbeitete erneut an Liedern und veröffentlichte das nächste Demo ...Statues im Jahr 2006. Danach kam wieder neue Mitglieder zur Besetzung, sodass die Band nun aus fünf Mitgliedern bestand. Währenddessen veröffentlichte Temple of Darkness Records die EP Architecture of the Dead, was eine Kompilation aus den ersten beiden Demos war. Danach folgte die Split-Veröffentlichung mit Deathevokation namens An Allegiance in Death über Imperium Productions. Im Sommer 2009 verließ der Schlagzeuger die Besetzung. Die Band begab sich ins Studio um ihr Debütalbum Swallowed by the Void aufzunehmen. Das Album erschien im Oktober 2009 bei Spikefarm Records.

## Stil
Die Band spielt klassischen Death Metal der 1990er Jahre, wobei der Einsatz von tiefergestimmten Gitarren charakteristisch ist. Die Musik ist mit der von Entombed vergleichbar.

## Diskografie
- 2005: ...Monuments (Demo, Eigenveröffentlichung)
- 2006: ...Statues (Demo, Eigenveröffentlichung)
- 2008: Demons, Rise! (Demo, Eigenveröffentlichung)
- 2008: Architecture of the Dead (EP, Temple of Darkness Records)
- 2009: An Allegiance in Death (Split mit Deathevokation, Imperium Productions)
- 2009: Swallowed by the Void (Album, Spikefarm Records)
- 2014: Towards Divine Death (Album, Dark Descent Records)